# Fina ropa blanca
«Fina ropa blanca» es una canción compuesta por los músicos argentinos Luis Alberto Spinetta y Horacio "Chofi" Faruolo, e interpretada por Spinetta en el álbum Don Lucero de 1989, noveno álbum solista y 22º en el que tiene participación decisiva.
Esta obra de arte está ejecutada por Spinetta (guitarra, voz y programación), Juan Carlos "Mono" Fontana (teclados), Guillermo Arrom (primera guitarra), Javier Malosetti (bajo), Jota Morelli (batería) y Chofi Faruolo (programación y bajos sequencer).
El tema fue considerado el mejor de 1989 por el Suplemento Si del diario Clarín, y es la única canción del álbum Don Lucero incluida por Spinetta en su concierto Spinetta y las Bandas Eternas en el año 2009, con Mono Fontana como invitado especial.

## Contexto
El mundo y Argentina vivían momentos convulsionados. En noviembre de ese año caería el Muro de Berlín dando inicio al fin de la Guerra Fría iniciada en 1947 y a la disolución de la Unión Soviética dos años después. Comenzaba así el período histórico conocido como globalización, con la generalización de la reglas neoliberales.
En Argentina ese año se realizaron las primeras elecciones para renovar un gobierno democrático desde 1951, resultando ganador el Partido Justicialista con la candidatura presidencial de Carlos Menem. Por primera vez en la historia argentina un presidente democrático transmitía el poder a un presidente democrático de otro partido. Spinetta había participado activamente en la campaña electoral apoyando al candidato derrotado, Eduardo Angeloz de la Unión Cívica Radical. Pero al mismo tiempo en marzo había estallado un brote hiperinflacionario que hundió en la pobreza a la mayor parte de la población, a la vez que sucesivas leyes de impunidad dejaban en libertad a los criminales que habían cometido crímenes de lesa humanidad en las décadas de 1970 y 1980.

## El álbum
Luego de Téster de violencia, un álbum conceptual diseñado para provocar una reflexión sobre la violencia poniendo al cuerpo en el centro, Spinetta buscó hacer un álbum que se orientara en la dirección inversa. Parafraseando su propia reflexión, si Téster había sido un álbum para pensar, Don Lucero era un álbum para sentir:

Está centrado en los sentidos y en los sentimientos, no en el pensar. No hay ninguna historia contada. No hay narración, sino imágenes e impresiones. No es por vía del entendimiento que se ingresa a este disco, no es como en Téster de violencia que se podían realizar largas explicaciones intelectuales. Aquí en cambio, muchas letras no dicen nada. Las letras no existían de antes, guardadas en un cajón o apuntadas en una libreta, como sí fue el caso de Téster, sino que surgieron y brotaron de la música... Después de hablar del cuerpo el paso siguientes es lo transmigratorio, la no materia, lo que viene después del testeo.
Luis Alberto Spinetta

## El tema
El tema es el segundo track del álbum, que reúne del lado 1 las canciones más soft y directas. La música fue compuesta por Spinetta, con la colaboración de Horacio "Chofi" Faruolo, quien venía trabajando con el Flaco en programación de sonidos desde la producción de Privé (1986).
La letra comienza con una imagen que remite directamente al título de la canción:

Ella reía con su fina ropa blanca,
despojandose al sol
como un fantasma que deshollina todo mi cuerpo
una piedra en el sol.
"Fina ropa blanca", Luis Alberto Spinetta

Musicalmente el tema comienza con una introducción de batería (a cargo de Jota Morelli) y cuenta con un destacado trabajo de teclados (Mono Fontana), incluido un bello y simple riff que le da identidad al tema. 
Gabriel Lissi, titular del sitio especializado en Spinetta Jardín de Gente, definió la canción como "una obra de arte absoluta".
El poeta Mauro Quesada ha escrito un artículo dedicado a Don Lucero, definiendo al álbum como "lo inasible" y sosteniendo que está apoyado en tres temas: «Fina ropa blanca», «Un sitio es un sitio» y «Un gran doblez». Las tres canciones están conectadas y se encuentran construidas en torno a "imágenes que giran en torno a una ausencia...; tres puntos de vista de un objeto aún no descubierto". Con respecto a «Fina ropa blanca», Quesada la describe como una canción que se va "abriendo fuego hacia un sinfín de fotogramas bellísimos para luego dar paso a una concatenación de certezas, dudas y preguntas... (que) no conseguirán jamás respuestas sino solo puntales hacia otras figuras que no nos aclaran nada, pero que nos llenan los sentidos".